# Sistemi pensionistici
I sistemi pensionistici sono organismi (solitamente definiti da degli enti previdenziali) che hanno lo scopo di erogare delle prestazioni previdenziali ai soggetti che vi partecipano. Rappresentano una voce di spesa pubblica importante da parte dello Stato, all'interno della spesa sociale, coperta in buona parte dall'imposizione fiscale sul cittadino contribuente.
Sono caratterizzati dalla partecipazione di un numero elevato di partecipanti in quanto trattando dei rischi dai costi elevati, devono essere ripartiti in una collettività.
Un sistema pensionistico è anche un modello semplificato che descrive il funzionamento della gestione della previdenza sociale per alcune collettività.

## Classificazione

### Secondo la Banca Mondiale
È in uso una classificazione dei sistemi pensionistici scaturita da una pubblicazione della Banca Mondiale del 1994 "Averting the Old Age Crisis".
Pilastro 1 Un sistema obbligatorio pubblico finanziato con le tasse con gestione pubblica;
Pilastro 2 Un sistema obbligatorio privatamente gestito con patrimonio di previdenza;
Pilastro 3 Un sistema volontario privatamente gestito con patrimonio di previdenza, che gestisce i risparmi privati.
Successivamente tale classificazione è stata integrata e specificata:
Pilastro 0 Una pensione base finanziata con il gettito fiscale che può essere universale o sulla prova dei mezzi;
Pilastro 1 Un sistema pensionistico pubblico obbligatorio che è finanziato con il gettito fiscale e in alcuni casi gestito con delle riserve finanziarie;
Pilastro 2 Un sistema obbligatorio su base corporativa o individuale con patrimonio di previdenza (fully funded);
Pilastro 3 Un sistema volontario su base corporativa o individuale con patrimonio di previdenza (fully funded), che gestisce i risparmi privati.
Pilastro 4 Un sistema volontario fuori dei sistemi pensionistici con accesso ad una varietà di strumenti finanziari e non finanziari.
I sistemi pensionistici possono essere organizzati in molteplici modi e si distinguono per i seguenti aspetti:
- Natura giuridica;
- Tipo di partecipazione;
- Tipo di tutele gestite;
- Tipo di prestazioni previdenziali;
- Modalità di finanziamento;
- Modalità di gestione finanziaria;
- Modalità di calcolo del tipo di prestazione previdenziale;
- Modalità di variazione della promessa pensionistica;
- Gestione dei rischi.

### Natura giuridica dei sistemi pensionistici
I sistemi pensionistici possono essere gestiti da:
- pubbliche amministrazioni (che possono avere personalità giuridica pubblica o essere fondazioni o associazioni senza scopo di lucro e di personalità giuridica privata);
- società di personalità giuridica privata senza scopo di lucro.

### Tipo di partecipazione ai sistemi pensionistici
- Obbligatoria;
- Volontaria.

### Tipo di tutele gestite
- Tutele gestite:
  - per situazioni al termine o con la sospensione del rapporto di lavoro:
    - assicurazione sociale per la vecchiaia;
    - assicurazione sociale per la disoccupazione;
    - assicurazione sociale per l'impiego;

  - per eventi accaduti durante l'attività lavorativa:
    - assicurazione sociale per l'invalidità;
    - assicurazione sociale per l'inabilità;
    - assicurazione sociale per i superstiti;
    - assicurazione sociale per la maternità;
    - assicurazione sociale vita;
    - assicurazione sociale per gli infortuni sul lavoro.

### Tipo di prestazioni previdenziali
- Prestazione economica: pensioni
- Prestazione in natura

### Modalità di finanziamento
- Fiscalità anche con contributi previdenziali obbligatori
- Finanziamento con versamenti volontari

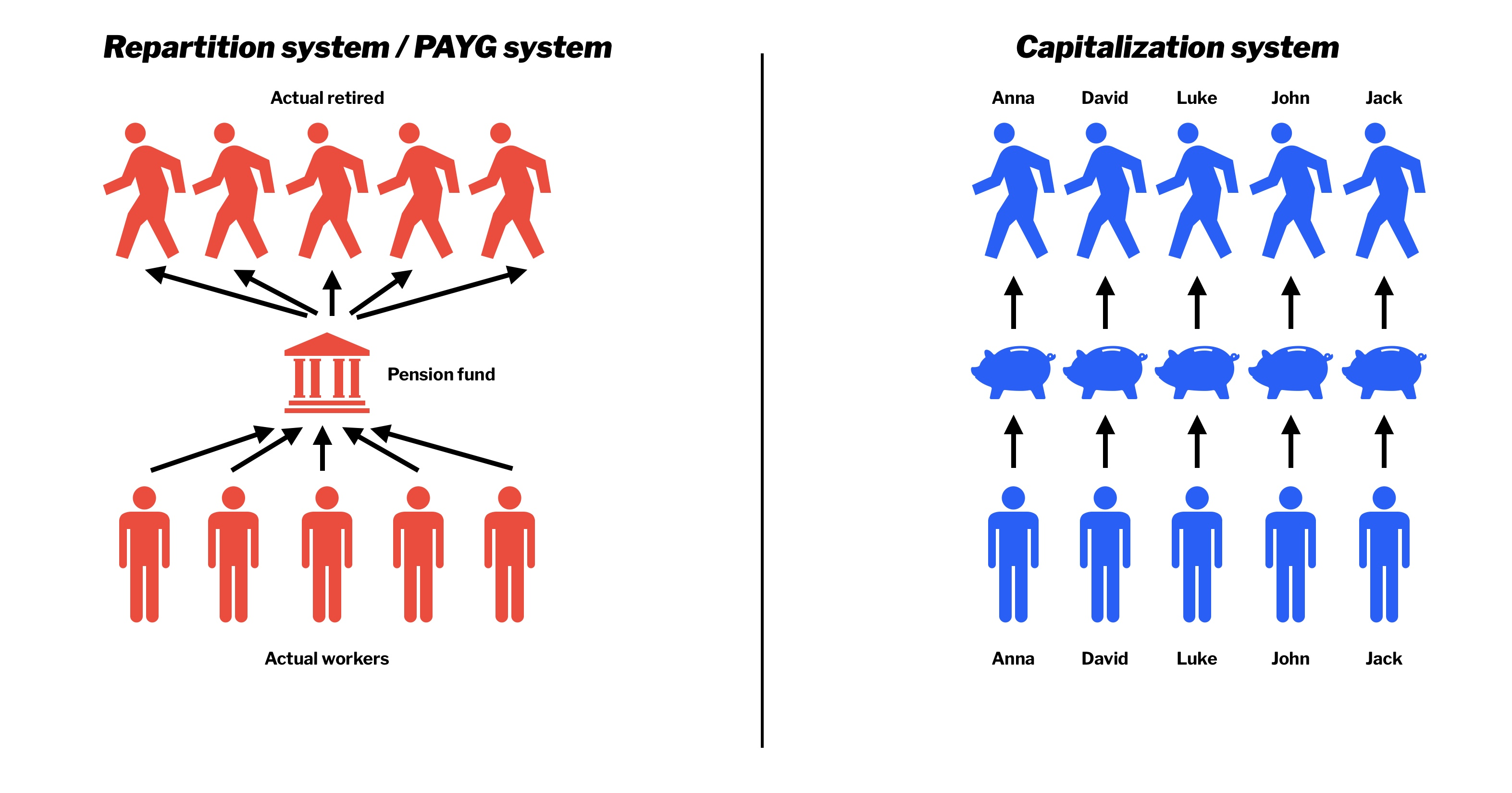
Differenza tra un sistema a ripartizione (a sinistra) e uno a capitalizzazione (a destra)

### Modalità di gestione finanziaria
- Sistema pensionistico senza patrimonio di previdenza (sistema a ripartizione)
- Gestione secondo il principio della capitalizzazione integrale con patrimonio di previdenza (sistema a capitalizzazione)

### Modalità di calcolo delle pensioni di vecchiaia
- Schema pensionistico con formula delle rendite predefinita (defined benefit schema pensionistico DB o schema pensionistico NDC)
- Capitalizzazione dei versamenti nel patrimonio di previdenza nel rispetto del principio della capitalizzazione integrale

### Modalità di variazione della promessa pensionistica
- Ammessa
- Non ammessa

### Modalità di estinzione dell'ente gestore
- Liquidazione
- Fallimento

### Rischio economico
Il rischio economico può essere:
- A carico dell'ente gestore
- A carico dell'iscritto

### Rischio demografico
Il rischio demografico può essere:
- Esistente
  - A carico dell'ente gestore
  - A carico dell'iscritto
- Inesistente

### Rischio politico
Il rischio politico può essere:
- A carico dell'ente gestore
- A carico dell'iscritto

## Gli schemi pensionistici
Gli schemi pensionistici derivano da una combinazione di queste caratteristiche:
- Gestione finanziaria degli istituti di previdenza:
  - dotati di patrimonio specifico (funded);
  - privi di patrimonio specifico (unfunded).
- Formula di calcolo delle rendite pensionistiche:
  - schema pensionistico a rendite definite;
  - schema pensionistico a contributi definiti.
- Collettività che ricevono il servizio:
  - lavoratori;
  - cittadini.
- Gestione del servizio:
  - pubblica;
  - privata.
- Tipologia del servizio:
  - pubblico, sempre obbligatorio;
  - privato obbligatorio;
  - privato volontario.

Nel dibattito politico culturale sono in uso acronimi che derivano dalla lingua inglese. Non sempre la traduzione italiana è completa e descrittiva dei medesimi parametri.
- NDC Pension Scheme Nonfinancial (notional) Defined Contribution Pension Scheme

## I sistemi pensionistici nel mondo
- Sistema pensionistico italiano
- Sistema pensionistico obbligatorio in Svizzera

### Fonti normative
- Decreto-legge 6 dicembre 2011, n. 201, articolo 24, in materia di "Disposizioni urgenti per la crescita, l'equita' e il consolidamento dei conti pubblici."

- Decreto-legge 31 maggio 2010, n. 78, articolo 12, in materia di "Misure urgenti in materia di stabilizzazione finanziaria e di competitivita' economica."